# Slon (sura)
Slon (arabsko Al-Fil) je 105. sura (poglavje) v Koranu, ki jo sestavlja 5 ajatov (verzov). Je meška sura.
Med opravljanjem molitve (salata oz. namaza) pri tej suri verniki opravijo 1 ruku' (priklon).